# Grimaldo González
Grimaldo González (* 22. September 1922 in Lima; † 14. Februar 2007 in Manila, Gómez Palacio, Durango, Mexiko) war ein peruanischer Fußballspieler auf der Position des Stürmers. Er kam 1945 nach Mexiko, wo er – soweit nachvollziehbar – den Rest seines Lebens verbrachte und nach seiner aktiven Karriere als Trainer arbeitete.

## Biografie
González kam bereits im Alter von 22 Jahren nach Mexiko, wo er in der Saison 1945/46 für die Asociación Deportiva Orizabeña in der Primera División spielte.
Anschließend wechselte er zu den Tiburones Rojos de Veracruz und gewann mit ihnen die Copa México (1948) und die Meisterschaft (1950).
Vor der Saison 1950/51 wurde er vom CD Tampico verpflichtet. Seine größten Erfolge mit der auch als Jaiba brava (Wilder Krebs) bekannten Mannschaft feierte Grimaldo in der Saison 1952/53, als (zum ersten und einzigen Mal in der Vereinsgeschichte) sowohl die mexikanische Meisterschaft als auch der Supercup gewonnen wurde. Den sportlichen Tiefpunkt seiner aktiven Karriere erlebte Grimaldo in der Saison 1957/58, als er in seiner Eigenschaft als Spielertrainer mit Tampico in die zweite Liga abstieg. Er blieb seinem langjährigen Verein aber auch in der Segunda División erhalten, wo dem Jaiba brava in der Saison 1958/59 unter Trainer Bela Kalloi der unmittelbare Wiederaufstieg gelang.
Nach Beendigung seiner aktiven Karriere arbeitete Grimaldo González als Trainer zunächst beim CD Tampico. Später führte er zwei Vereine (die Diablos Blancos de Torreón 1969 und den CF Madero 1973) aus der zweiten Liga in die Primera División.

## Erfolge

### Als Spieler
- Mexikanischer Meister: 1949/50 (mit Veracruz), 1952/53 (mit Tampico)
- Meister der Segunda División: 1958/59 (mit Tampico)
- Copa México: 1948 (mit Veracruz)
- Supercup: 1953 (mit Tampico)

### Als Trainer
- Meister der Segunda División: 1968/69 (mit Torreón), 1972/73 (mit Ciudad Madero)